# Вилоопашата вълнолюбка
Вилоопашата вълнолюбка (Oceanodroma monorhis) е вид птица от семейство Hydrobatidae. Видът е почти застрашен от изчезване.

## Разпространение и местообитание
Разпространен е в Индонезия, Китай, Малайзия, Обединените арабски емирства, Русия, Северна Корея, Сингапур, Тайланд, Шри Ланка, Южна Корея и Япония.